# Gustaf Nordenskiöld
Pour les articles homonymes, voir Nordenskiöld.

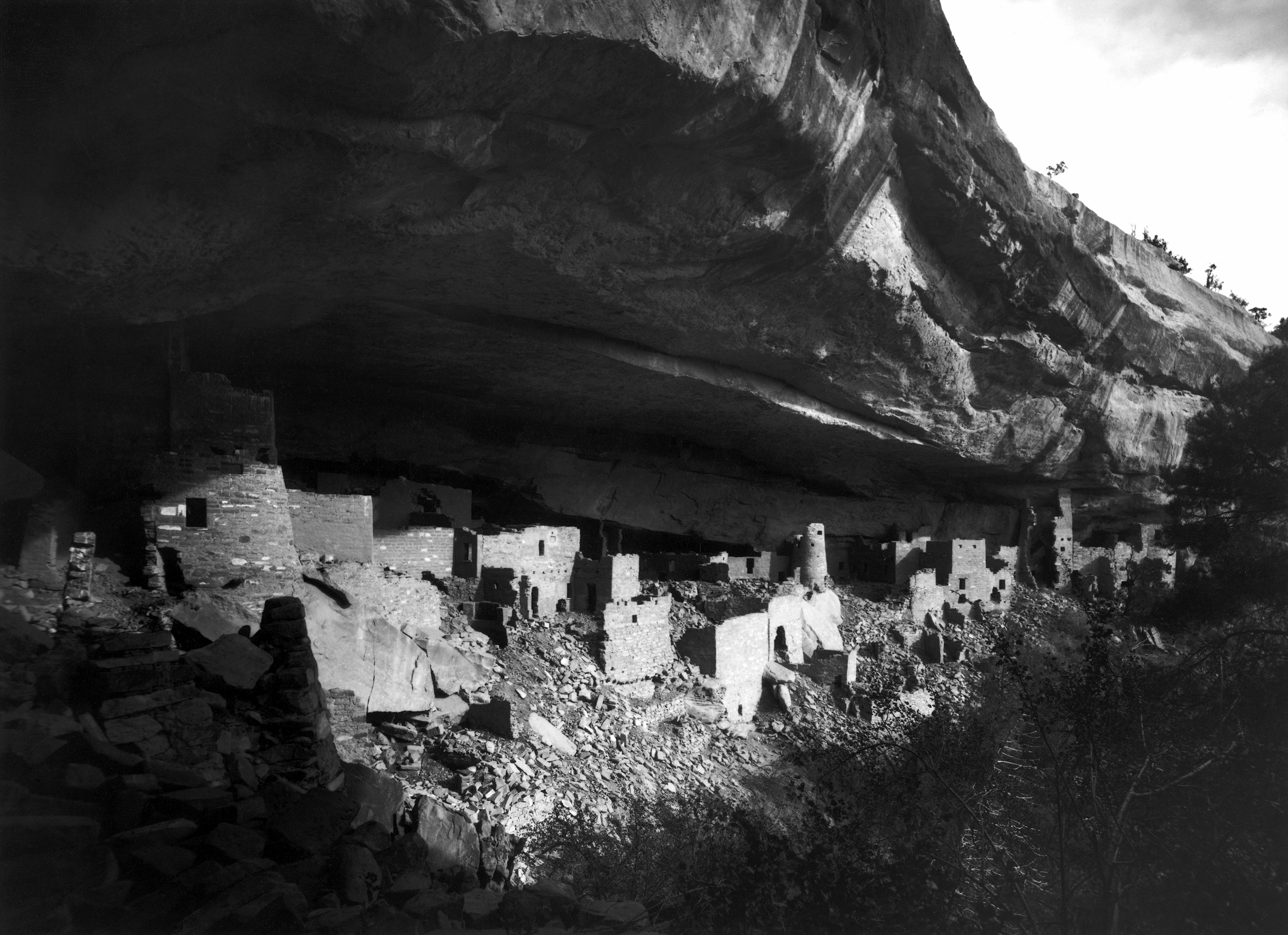
Le Cliff Palace dans le parc national de Mesa Verde, photographié par Gustaf Nordenskiöld en 1891.

Le baron Gustaf Nordenskiöld, né le 29 juin 1868 et mort le 6 juin 1895, est un savant suédois d'origine finlandaise, membre de la famille Nordenskiöld de scientifiques et fils aîné de l'explorateur polaire Adolf Erik Nordenskiöld. Il a été le premier à étudier scientifiquement les ruines antiques des Anasazis à Mesa Verde.